# Oxira fletcheri
Oxira fletcheri là một loài bướm đêm trong họ Noctuidae.